# Edad de plata del alpinismo
La edad de plata del alpinismo es el nombre dado a la era en el montañismo que empezó después de que Edward Whymper y su grupo ascendieran al Cervino en 1865 y acaba con el ascenso que hizo la cordada de W. W. Graham al Dent du Géant en 1882.
Mientras la edad de oro del alpinismo (1854–1865) se caracterizó por las primeras ascensiones de muchas de las montañas dominantes en los Alpes, la posterior edad de plata puede verse como una sucesión de primeros ascensos de aquellos pocos picos que merecían la pena y aún no se habían subido, aunque estos picos fueran - y sigan siendo -  desconocidos para el gran público. 
Una vez que estos picos fueron conquistados, muchos montañeros con ambiciones se volvieron a cordilleras más distantes y elevadas, como el Cáucaso, los Andes, las Rocosas y, finalmente, el Himalaya.
Guías y montañeros destacados de este período fueron Christian Almer, Melchior Anderegg, Alexander Burgener, W. A. B. Coolidge, Clinton Thomas Dent, James Eccles, D. W. Freshfield, Paul Güssfeldt, A. W. Moore, Albert F. Mummery y William Penhall.

## Primeras ascensiones en la edad de plata
- 1865 Tschingelhorn
- 1866 Piz Cengalo
- 1866/1868 Piz Palü
- 1867 Civetta, Piz Badile
- 1868 Bellavista, Grandes Jorasses
- 1869 Hohberghorn

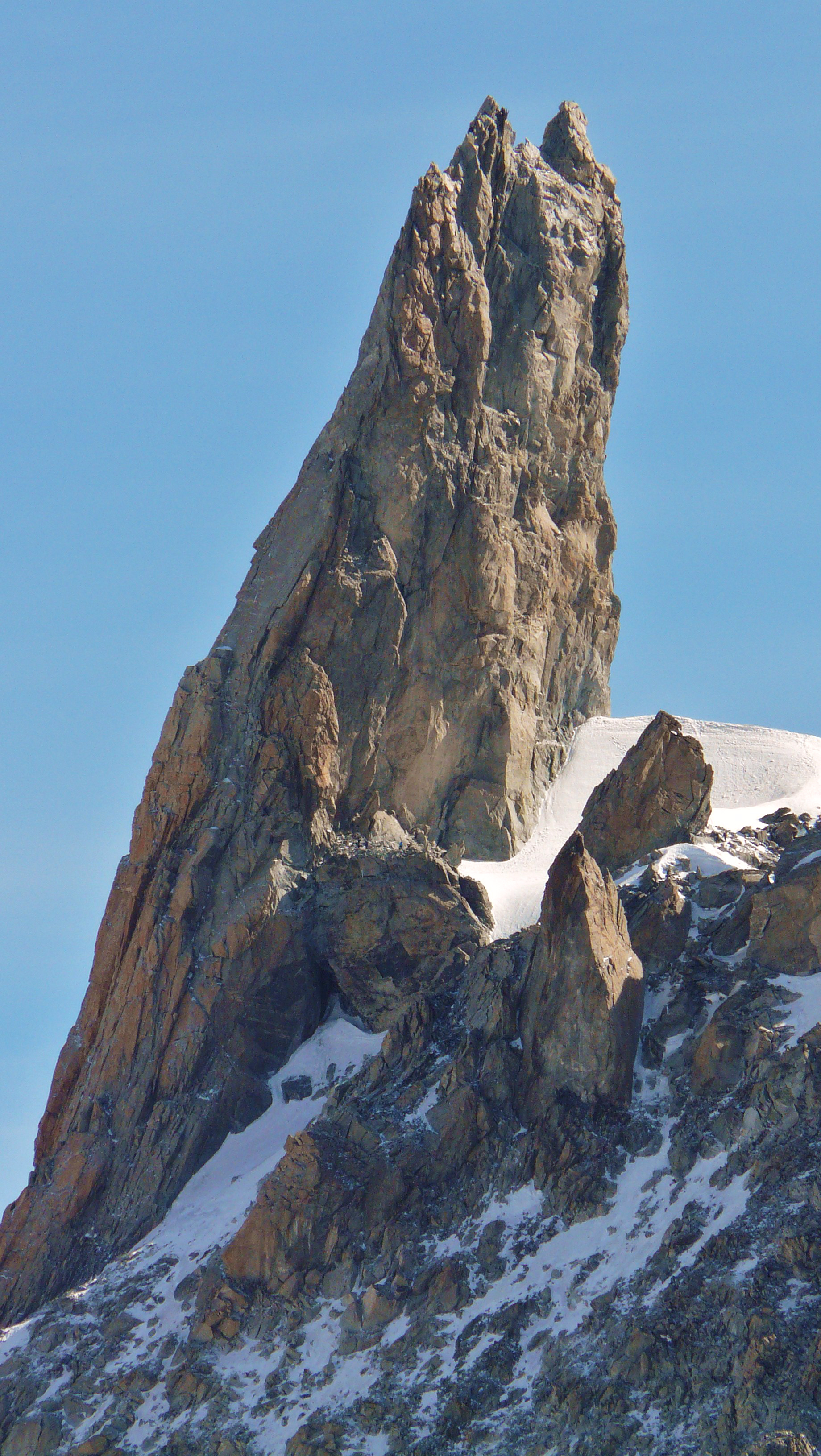
Dente del Gigante/Dent du Géant (4.013 m) tal como se ve desde la Punta Helbronner (3.462 m) en julio de 2009. La conquista de esta cumbre, que se consideró en su tiempo "Absolutamente inaccesible por medios limpios", marcó el final de la Edad de Plata del Alpinismo.

- 1870 Ailefroide, Cimon della Pala, Lenzspitze
- 1871 Portjengrat, Aiguille du Plan
- 1876 Les Droites, Mont Collon
- 1877 Meije, Mont Blanc de Courmayeur, Piz Scerscen, Pic Coolidge
- 1878 Aiguille du Dru, Les Bans, Mont Maudit
- 1879 Dürrenhorn
- 1880 Aiguille des Grands Charmoz, Olan
- 1881 Aiguille du Grépon
- 1882 Dent du Géant